# أفيرا (مدينة)
أفيرا (بالإنجليزية: Avera, Georgia)‏ هي مدينة تقع في مقاطعة جيفرسون بولاية جورجيا في الولايات المتحدة. تبلغ مساحة هذه المدينة 1.7 (كم²)، وترتفع عن سطح البحر 136 م، بلغ عدد سكانها 246 نسمة في عام 2010 حسب إحصاء مكتب تعداد الولايات المتحدة.

## أعلام
- لورينزو دانيال

## وصلات خارجية
- Cities & Counties - Georgia.gov